# Autoroute A2 (Serbie)
Pour les articles homonymes, voir Autoroute A2.
L’autoroute A2 (en serbe : Државни пут ІА реда А2, Državni put IA reda A2 ; Ауто-пут А2, Auto-put A2) est une autoroute de Serbie qui relie entre elles la capitale serbe Belgrade (Périphérique de Belgrade), passant près de Obrenovac, Čačak jusqu’à Požega. Son extension est prévue jusqu’à la frontière serbo-monténégrine. Elle est également appelée « E763 », « Autoroute "Miloš Ier Obrenović (Miloš le Grand)" » (en serbe : "Auto-put Miloš Veliki"), « Le Corridor XI » (en serbe : "Koridor 11"), ou encore « Autoroute "Adriatique méridionale" » (en serbe : "Auto-put Južni Jadran"). Cette autoroute fait partie de la route européenne 763. La dernière section qui a été mise en circulation en juillet 2025 est celle entre Pakovraće et Požega, plus précisément jusqu'à l'échangeur de Prilipac avec l'autoroute A10.
L'autoroute est constituée et d'une bande d'arrêt d'urgence et de deux voies de circulation dans chaque direction, séparées par un terre-plein central. Toutes ses intersections sont des croisements dénivelés.
Depuis septembre 2017, un système de radar tronçon entre 2 postes de péage a été introduit sur l'autoroute A2, section Ljig-Preljina. Ce système s'étendra par la suite sur toute la longueur de l'autoroute A2 à l'achèvement de cette dernière. Un système de surveillance de la circulation et de régulation de trafic ainsi qu'un système de radar tronçon sont mis en service sur toute la longueur de l'autoroute A2. Des appareils de mesure, de contrôle sont installés dans les zones connues de brouillard, de pluie verglaçante, de neige ou de vent fort. Des panneaux à messages variables sont utilisés pour communiquer aux usagers les conditions atmosphériques, les restrictions éventuelles de trafic ou d'autres informations susceptibles de modifier les conditions de circulation.
L'autoroute comporte 3 échangeurs autoroutiers avec d'autres autoroutes de Serbie : A1, la future A5 (en construction) et A10.
Elle comporte de nombreux ponts et caniveaux. L'autoroute comporte également 8 tunnels. Le pont de la Save avec une longueur de 1 700 m, est la structure la plus importante de l'autoroute. L'autoroute est à péage et utilise un système de péage à barrière. Le paiement des péages dépend de la classification des véhicules en Serbie.
L'autoroute est exploitée par l'entreprise publique "Putevi Srbije".

## Description du tracé

### DeBelgrade(Périphérique de Belgrade) àPrilipac(Požega)
| A 2 - E 763 Autoroute Belgrade - Čačak / Čačak - Požega ; Autoroute “Adriatique méridionale” ; Autoroute ”Miloš Ier Obrenović (Miloš le Grand)” “Le Corridor XI” |                             |                                                       |                                                                                 |         |
| N° | Dénominations               | Connexions                                            | Destinations                                                                    | BK      |
| | Surčin                      | 475                                                   | Surčin, Novi Beograd                                                            | 0,0     |
| 24.1 | Échangeur de Surčin-Sud     | (Périphérique de Belgrade)                            | Autoroute A1 : Novi Sad, Niš                                                    | 0,200   |
| 1/1 | Jakovo                      | 120                                                   | Jakovo, Surčin                                                                  | 2,500   |
| 1 | Obrenovac                   |                                                       | Obrenovac, Šabac                                                                | 16,414  |
| Péage à système fermé | Poste de péage de Obrenovac | E763                                                  | Autoroute A2                                                                    | 26,100  |
| 2 | Ub                          | 145                                                   | Ub                                                                              | 42,537  |
| 3 | Lajkovac                    |                                                       | Lajkovac, Valjevo, Lazarevac                                                    | 55,075  |
| 4 | Ljig                        |                                                       | Ljig                                                                            | 75,390  |
| 5 | Takovo                      | 177                                                   | Takovo, Gornji Milanovac                                                        | 101,603 |
| 6 | Preljina                    | · (Futur Échangeur entre et Preljina en construction) | Autoroute A5 (en construction) : Preljina, Čačak-Est, Kraljevo                  | 118,890 |
| | Section                     |                                                       |                                                                                 |         |
| 7 | Pakovraće                   |                                                       | Pakovraće, Čačak-Ouest                                                          | 130,729 |
| | Section                     |                                                       |                                                                                 |         |
| 8 | Lučani                      | 181                                                   | Lučani                                                                          | 143,519 |
| | Section                     |                                                       |                                                                                 |         |
| 9 | Échangeur de Prilipac       | E761                                                  | Autoroute A10 : Požega, Užice, Sarajevo ( Kotroman Serbie - Bosnie-Herzégovine) | 150,201 |

### DePrilipac(Požega) àBoljare
Le tracé de l'autoroute A2 entre Prilipac (Požega) et Boljare n'est pas encore défini par le Ministère des Transports et des Infrastructures de la Serbie.

## Routes Européennes
L’autoroute A2 est aussi :
| Numéro | Tracé |
| ------ | --- |
| E763   | Sur toute sa longueur (entre l'échangeur 1 Surčin-Sud (A2 A1) et l'échangeur 9 Prilipac (A2 A10) (poste-frontière Boljare Serbie / Monténégro en projet)) |
| E761   | Entre la sortie 7 Preljina (futur échangeur 7 Preljina (A2 A5) en construction) et l'échangeur 9 Prilipac (A2 A10)                                        |

## Saturation du trafic
L'autoroute A2 présente quelques dangers dus à la saturation du trafic :
- Poste de péage de Obrenovac

## Tarifs Péages
Sur l'autoroute A2, les prix varient en fonction du kilomètre parcouru c'est-à-dire à système de péage fermé à ticket.
Les différents prix en Dinar serbe (RSD) et en Euro (€) pour les véhicules de catégorie I :
- Entre les postes de péage de Obrenovac et Preljina : 430,00 RSD (4,00 €)

Les postes de péage de l'autoroute A2 possèdent également un système de péage électronique (ENP, en serbe "Elektronska Naplata Putarine") identique à celui du Télépéage en France.

## Ouvrages d'art
- Pont de la Save, 1 700 m, (Barič) ;
- Tunnel de Brančić, 990 m, (Brančić) ;
- Tunnel Veliki kik, 200 m, (Boljkovci) ;
- Tunnel Savinac, 270 m ;
- Tunnel de Šarani, 885 m, (Šarani) ;
- Tunnel de Brđani, 445 m, (Brđani) ;
- Tunnel de Trbušani, 360 m, (Trbušani) ;
- Tunnel Laz, 2 565 m, (Rtari) ;
- Tunnel Munjino Brdo, 2 861 m, (Krstac-Prilipac)

## Galerie d'images

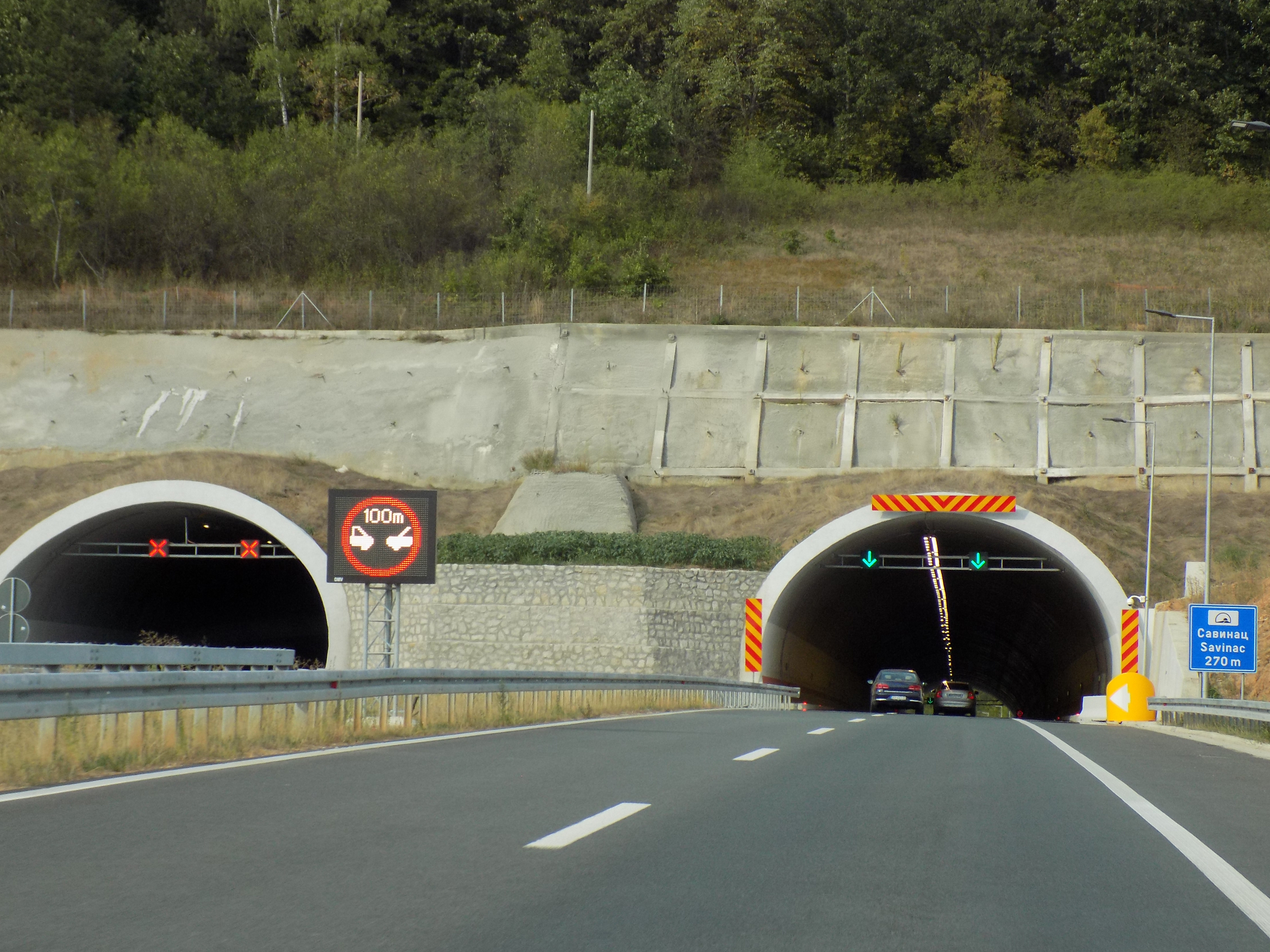
Le Tunnel Savinac (Autoroute A2).
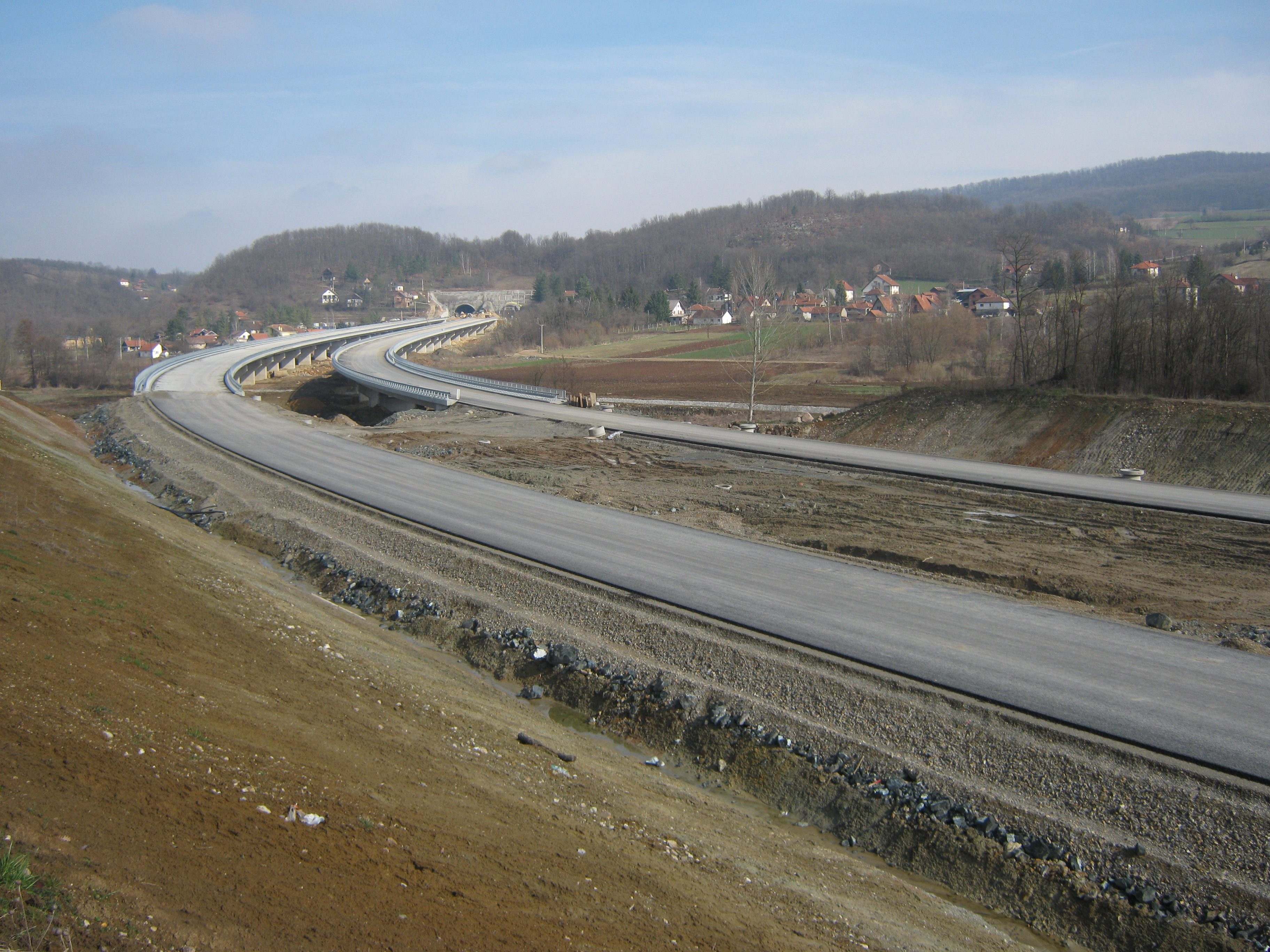
L'autoroute A2 en construction près de Šarani (février 2016).
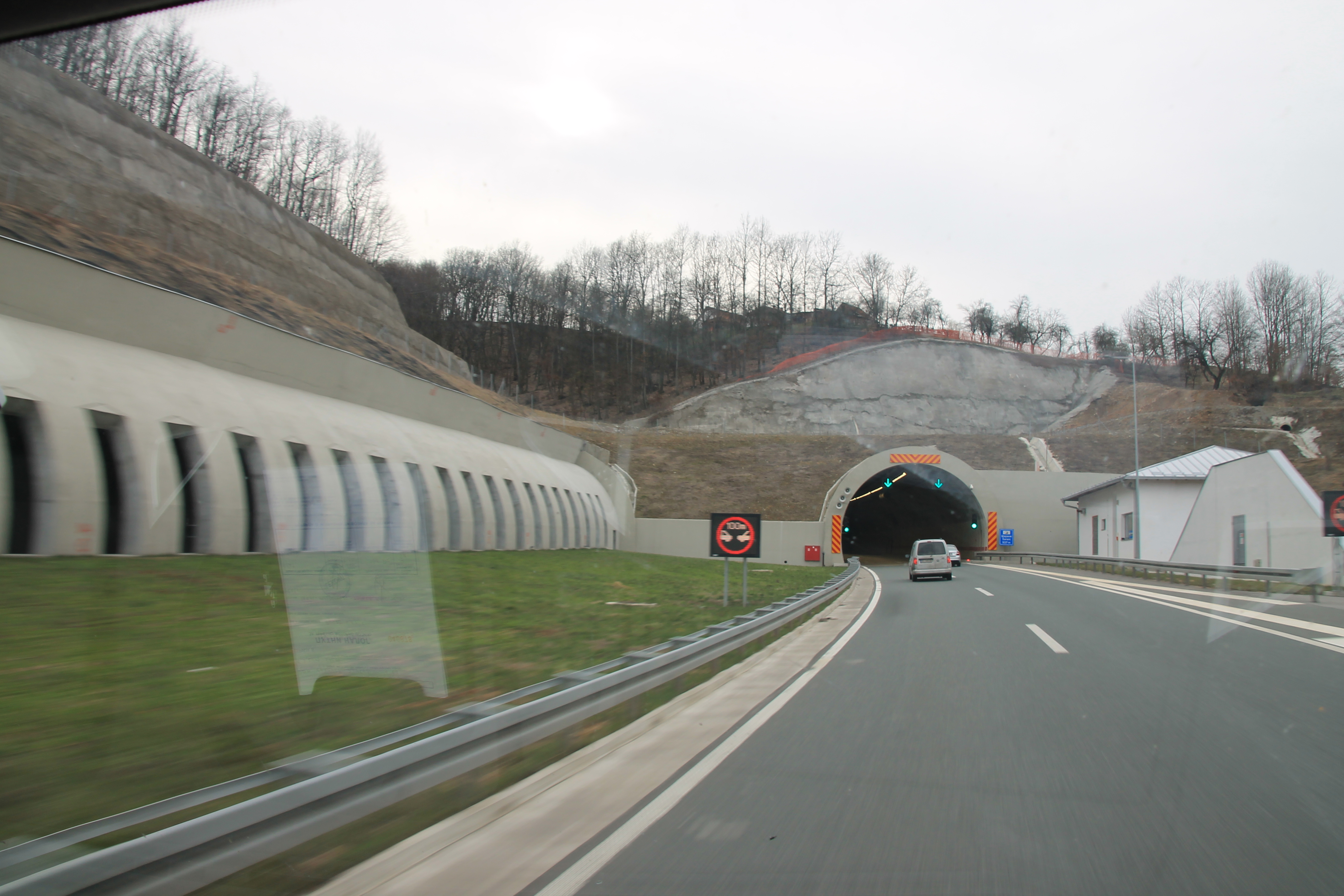
L'autoroute A2 près du Tunnel de Šarani.
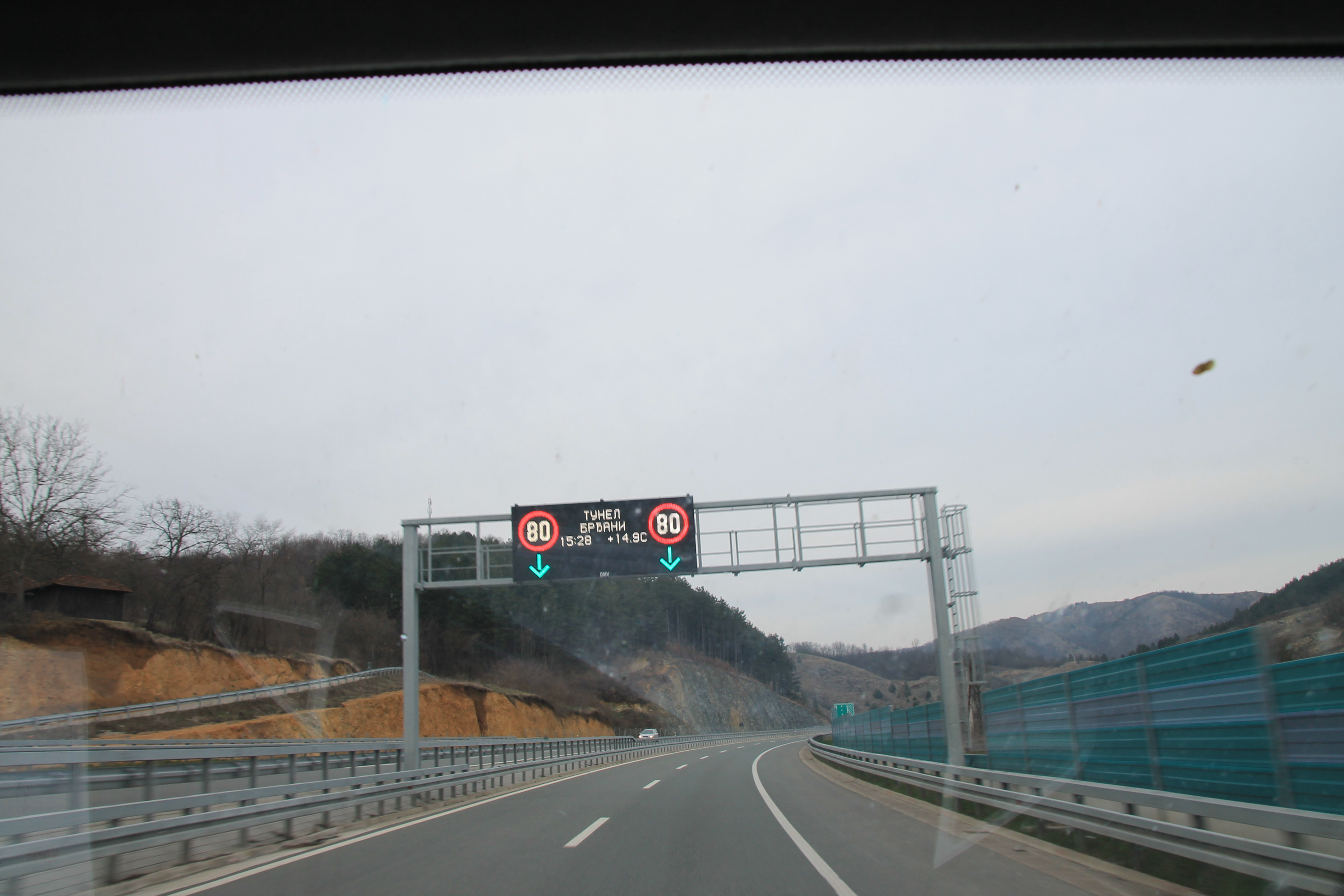
L'autoroute A2 près du Tunnel de Brđani.
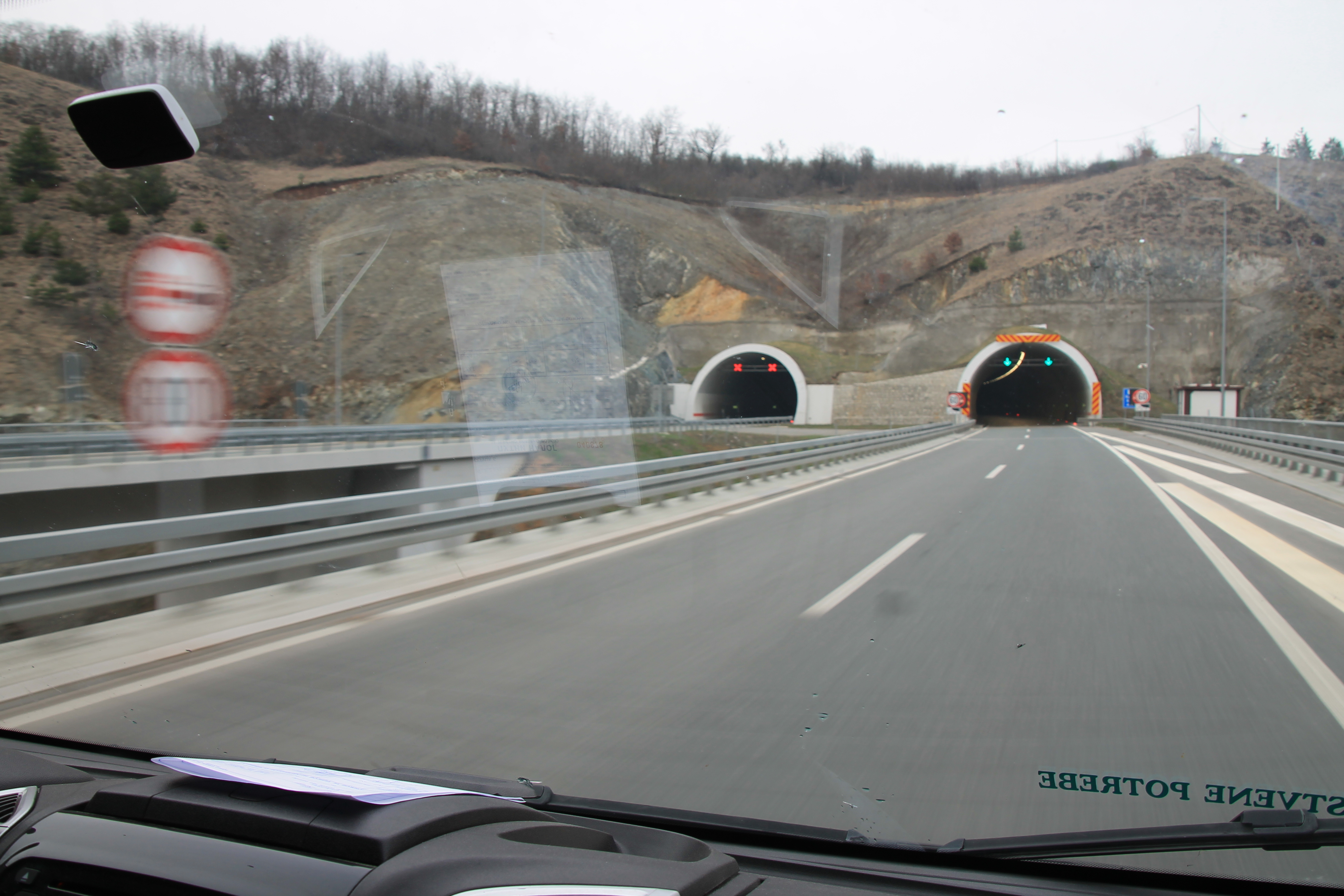
Le Tunnel de Brđani (Autoroute A2).
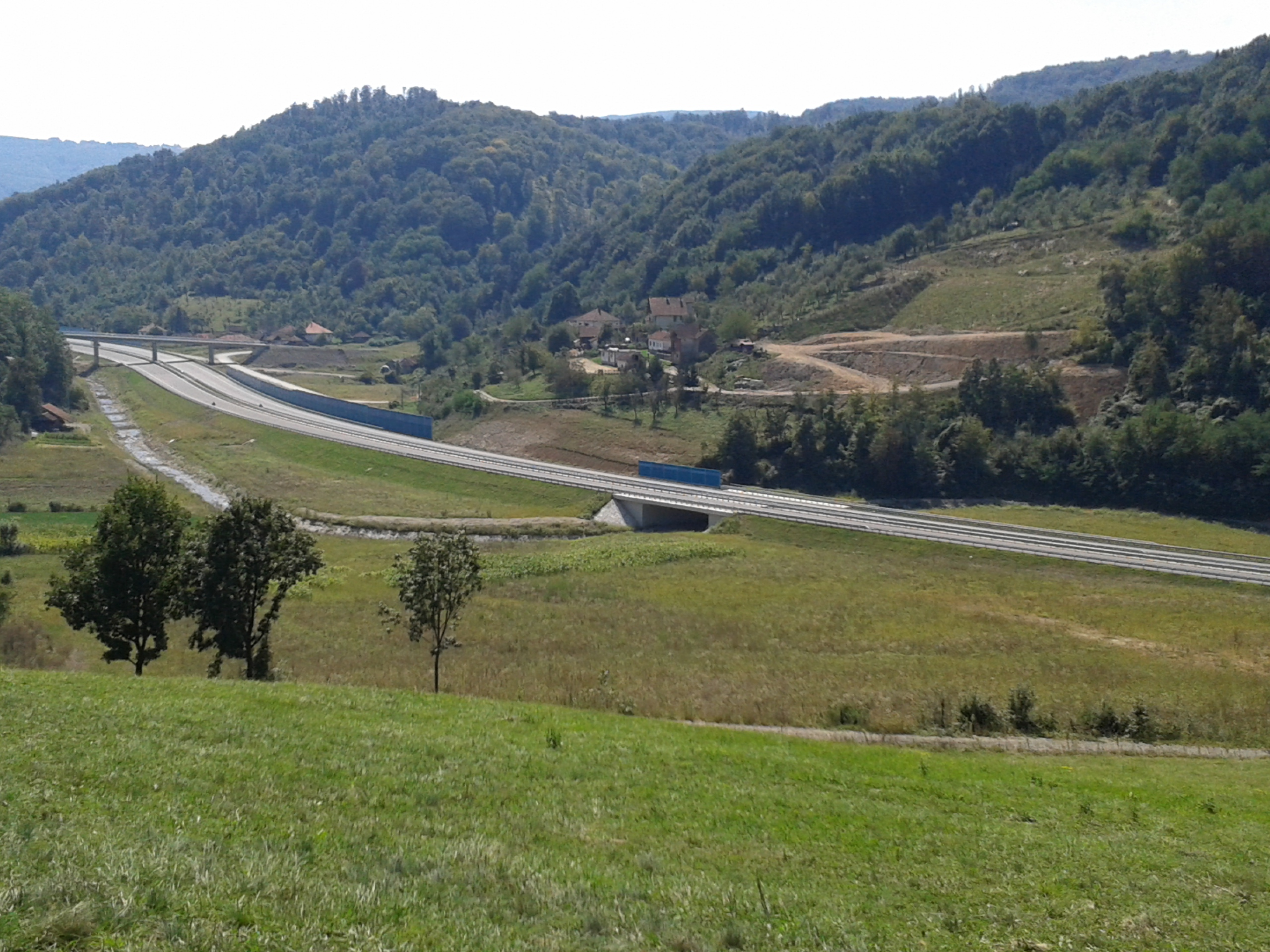
L'autoroute A2 près de Preljina.
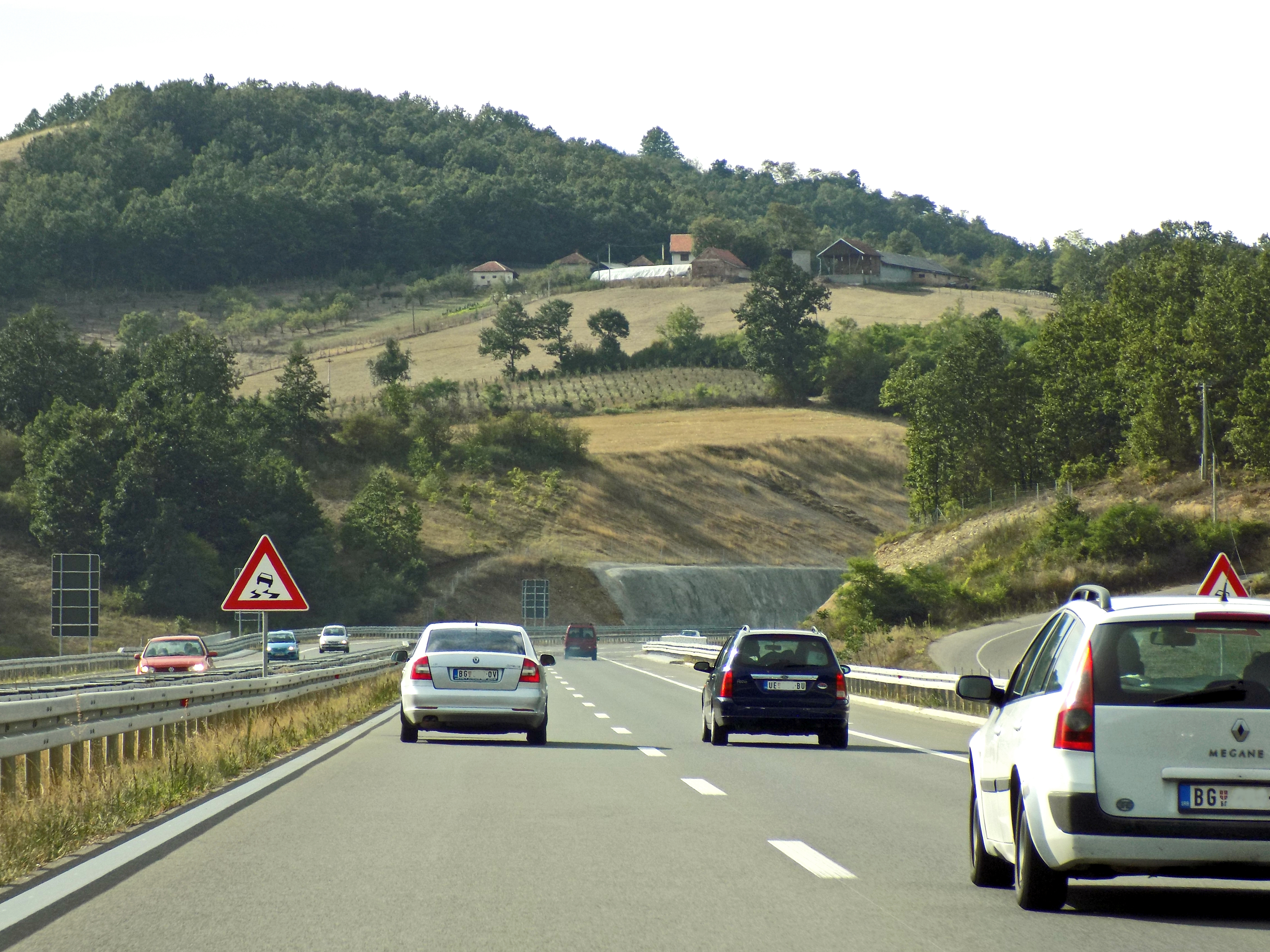
L'autoroute A2 (Section entre Ljig et Preljina).